# 墓石広告
墓石広告（ぼせきこうこく、英: tombstone）とは、M&Aの告知や株式、社債及びワラント債などの新規発行に際して、引受人や発行会社の名を連ねた広告のことである。

## 概要
墓石広告は、M&Aの告知や株式の新規公開、社債及びワラント債などの新規発行などに際して、当該新規発行等の主幹事証券会社などの引受人が新聞などに掲載する広告である。主に英字新聞等に掲載されることが多く、発行概要、増資規模、発行条件や主幹事証券会社に関する情報など、投資家が必要とすると予測される情報を、縦長のスペースに写真やグラフ、絵などを用いることなく簡潔に盛り込んであり、その広告スペースと文字の配置の形状が、欧米の墓石に似ていることから、墓石広告と呼ばれている。このような、簡潔な広告となっているのは、元々アメリカでは、証券取引委員会の規則482号において、広告や販売用資料に記載する情報は「その実質的内容が法定目論見書に記載されている情報のみを含むものでなければならない」と定められており、法定目論見書に記載の事実だけを文章のみで公示する形をとる必要があったことに起因する。

## 脚註

### 註釈
1. ↑  墓地に林立する石塔を売り込むための宣伝広告のことと誤って認識されることもある[1]。
2. ↑  1996年10月の米国証券市場改革法に基づく米国投資会社法の改正が実施され、同法24条(g)において、米国証券取引委員会に対して、法定目論見書に記載されていない情報を含む文書等の利用を認めるための規則制定権限の付与がなされた[5]。これを受け、米国証券取引委員会は、2003年9月に規則482号を改正し、法定目論見書に記載のない事項についても、広告や販売用資料に記載できるように、広告規制の改正を実施した[5]。